# فيرون (لاعب كرة قدم)
فيرون (بالبرتغالية: Luiz Antonio Linhares Garcia‏) هو لاعب كرة قدم برازيلي في مركز الدفاع، ولد في 11 نوفمبر 1985 في روندونوبوليس في البرازيل. لعب مع سبورت ريسيفي ونادي بوا إيسبورت ونادي بونتي بريتا ونادي فيغورينسي ونادي ميراسول.

## وصلات خارجية
- فيرون (لاعب كرة قدم) على موقع قاعدة بيانات كرة القدم.إي يو (الإنجليزية)
- فيرون (لاعب كرة قدم) على موقع Soccerway.com (الإنجليزية)